# 赖庆辉
赖庆辉（1946年—2014年9月27日），汉族，中华人民共和国企业家、政治人物，香港永升实业集团有限公司董事长，第八、九、十、十一届全国政协委员。
2008年，当选第十一届全国政协委员，代表特邀香港人士，分入第五十三组。